# The Pirate Bay
The Pirate Bay (č. „pajrat bej”) najveći je svetski bittorent pretraživač. Osnovala ga je švedska antiautorska organizacija Piratbiron 2003. godine, ali već 2004. godine nastupaju kao odvojena organizacija. Istom trenutno rukovode Gotfrid Svartholm, Fredrik Nej i Peter Šunde. BitTorrent tragači na kojima mogu da se pronađu sadržaji poput muzike, kompjuterskih programa i sličnog su zaštićeni autorskim pravima pa su, s obzirom na to, ilegalni. Međutim, u Švedskoj se takvi tragači ne smatraju ilegalnim. Odatle je The Pirate Bay često na udarima organizacija za zaštitu autorskih prava.

## Spoljašnje veze
Mediji vezani za članak  na Vikimedijinoj ostavi

- Zvanični veb-sajt  (jezik: engleski)